# ブレー (ベルギー)
ブレー（オランダ語: Bree）は、ベルギーのリンブルフ州に位置する基礎自治体。2006年1月1日時点で総人口は1万4503人、総面積は64.96平方キロメートル、1平方キロメートルあたりの人口密度は223人である。首長はヤーク・ガブリエルス。

## ゆかりの人物
- ピーテル・ブリューゲル - 画家。自称ブレー生まれ
- キム・クライシュテルス - テニス選手。元女子テニス協会ランキングトップ
- ジョニー・ガレッキ - アメリカの俳優。ブレー生まれ
- バス・レインデルス - レーサー。ブレー生まれ
- レオ・クライシュテルス - サッカー選手
- ティボ・クルトゥワ - サッカー選手

## 姉妹都市
- ゲルデルン（ドイツ）
- サルモー（スペイン）
- ヴォルパーゴ・デル・モンテッロ（イタリア）
- 揚州市（中華人民共和国）